# 隆氏巨飛魚
隆氏巨飛魚（学名：Hirundichthys rondeletii），又名黑翼文鰩魚、飛烏，为飛魚科文鰩魚屬下的一个种。